# 千葉県済生会習志野病院
千葉県済生会習志野病院（ちばけんさいせいかいならしのびょういん）は、千葉県習志野市にある病院である。社会福祉法人恩賜財団済生会支部千葉県済生会が運営する。

## 概要
千葉県船橋市西船四丁目にあった船橋済生病院を運営していた千葉県済生会が、旧国立習志野病院の移譲を受け、2001年（平成13年）6月1日に習志野の地に新規に開設した病院である。
この経営譲渡の際には地元自治体の千葉県が約70億円、習志野市が約14億円の財政支援を行って新病棟の建設を行うことになり、2006年（平成18年）7月15日に新病棟が落成した。

## 診療科
- 消化器内科
- リウマチ膠原病アレルギー科
- 総合内科
- 循環器内科
- 血液内科
- 代謝内科
- 脳神経内科
- 外科
- 整形外科
- 脳神経外科
- 眼科
- 泌尿器科
- 産婦人科
- 小児科
- 皮膚科
- 歯科・歯科口腔外科
- 精神科
- 麻酔科
- 呼吸器内科
- 呼吸器外科
- 心臓血管外科
- 乳腺外科

## 医療機関の指定等
- 保険医療機関
- 救急告示医療機関
- 労災保険指定医療機関
- 指定自立支援医療機関（更生医療・育成医療・精神通院医療）
- 身体障害者福祉法指定医の配置されている医療機関
- 精神保健指定医の配置されている医療機関
- 原子爆弾被爆者一般疾病医療取扱医療機関
- 公害医療機関
- 母体保護法指定医の配置されている医療機関
- 臨床研修指定病院
- DPC対象病院
- 地域医療支援病院
- 災害拠点病院

## 近隣の施設
- 東邦大学習志野キャンパス（薬学部・理学部）
- 日本大学生産工学部
- 東邦大学付属東邦中学校・高等学校

## 交通アクセス
- 京成本線 京成大久保駅下車、徒歩15分。
- 総武本線（JR東日本）津田沼駅より京成バス津01・津02・津21系統で済生会習志野病院下車。
- 習志野市ハッピーバス京成大久保駅ルートで済生会習志野病院下車。

#### 広報資料・プレスリリースなど一次資料
1. ↑  病院の概要